# Made in Italy - Una casa per ritrovarsi
Made in Italy - Una casa per ritrovarsi (Made in Italy) è un film del 2020 scritto e diretto da James D'Arcy, al suo debutto da regista.

## Trama
Jack sta divorziando dalla moglie che sta per vendere la galleria d'arte dove lui lavora. Per poterla rilevare, Jack chiede al padre di vendere la loro tenuta in Toscana. Per farlo, i due ritornano in Italia. Una volta lì, padre e figlio avranno modo di affrontare diversi aspetti delle loro vite e del loro rapporto rimasti in sospeso dopo la morte della madre di Jack.

## Produzione
Le riprese del film sono iniziate nell'aprile 2019.

## Promozione
Il primo trailer del film viene diffuso il 30 giugno 2020.

## Distribuzione
La pellicola è stata distribuita nelle sale cinematografiche statunitensi a partire dal 7 agosto 2020, mentre in Italia è stato trasmesso per la prima volta il 6 luglio 2021 su Sky Cinema Uno.